# Sono (Amanatun Utara)
Sono is een bestuurslaag in het regentschap Timor Tengah Selatan van de provincie Oost-Nusa Tenggara, Indonesië. Sono telt 2560 inwoners (volkstelling 2010).